# Shomari Kapombe
Shomari Salum Kapombe (sinh ngày 28 tháng 1 năm 1992) là một cầu thủ bóng đá người Tanzania hiện tại thi đấu cho Simba và Đội tuyển quốc gia Tanzania. Trước đó anh thi đấu cho đội bóng tại Giải bóng đá ngoại hạng Tanzania Simba và đội bóng tại National 2 của Pháp Cannes.
Kapombe từng ra sân cho Tanzania tại vòng loại Giải vô địch bóng đá thế giới 2014.

## Sự nghiệp quốc tế

### Bàn thắng quốc tế
Tỉ số và kết quả liệt kê bàn thắng của Tanzania trước.
| Bàn thắng | Thời gian           | Địa điểm                                       | Đối thủ | Tỉ số | Kết quả | Giải đấu                 |
| --------- | ------------------- | ---------------------------------------------- | ------- | ----- | ------- | ------------------------ |
| 1.        | 10 tháng 6 năm 2012 | Sân vận động Quốc gia, Dar es Salaam, Tanzania | Gambia  | 1–1   | 2–1     | Vòng loại World Cup 2014 |

## Danh hiệu
- Giải bóng đá ngoại hạng Tanzania (1): 2011–12